# Korotkoff-toon

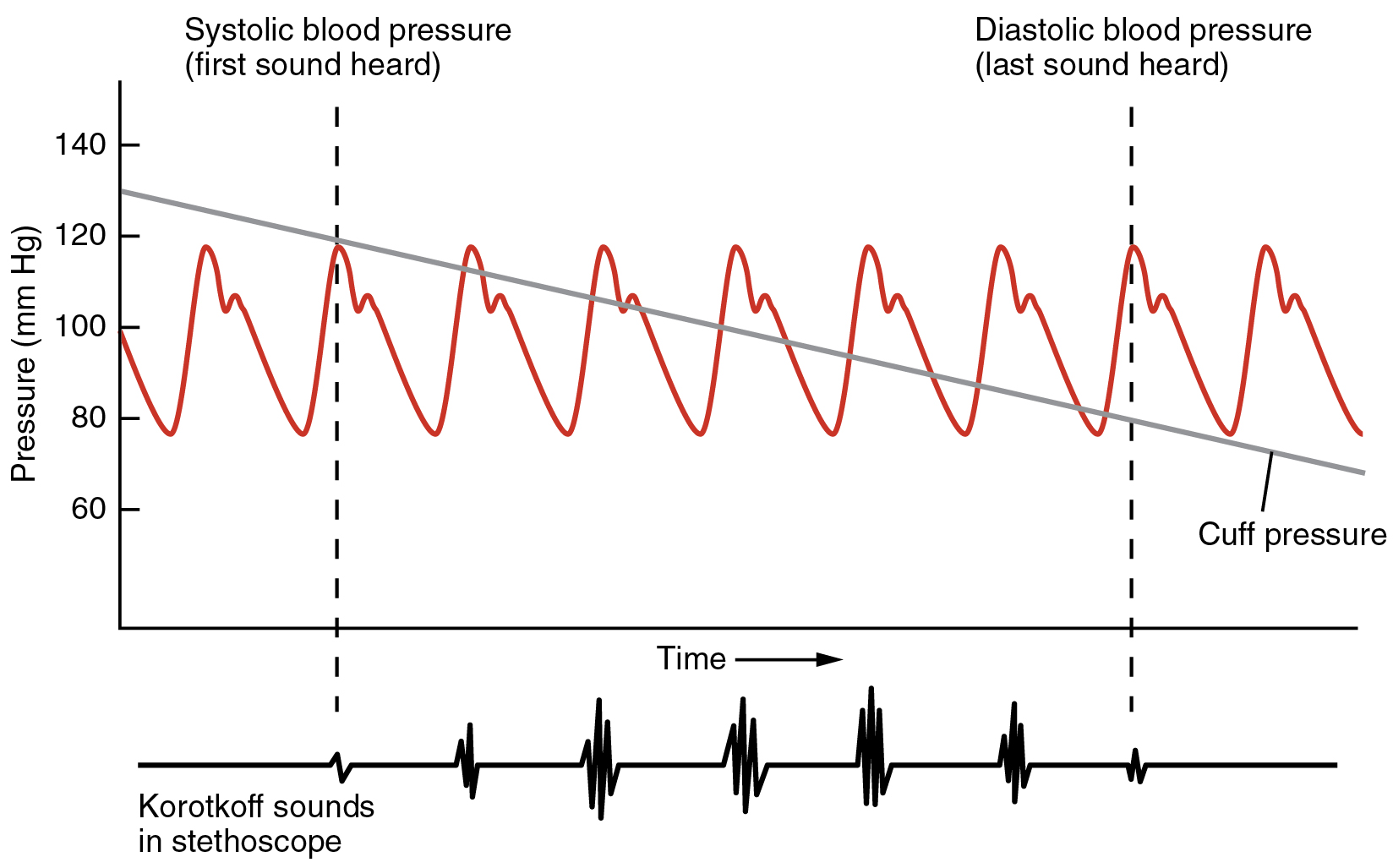
Bloeddrukverloop in de tijd op één plaats met daaronder de korotkoff tonen bij afnemende druk in de manchet

Korotkoff-tonen zijn de geluiden die met een stethoscoop te horen zijn wanneer de extern aangelegde druk in de manchet van een bloeddrukmeter tussen de systolische en diastolische bloeddruk ligt. Korotkoff-tonen zijn vernoemd naar Nikolaj Korotkov (1874-1920), chirurg te Sint-Petersburg.

## Beschrijving
Om de bloeddruk te meten, wordt de bloeddrukmanchet zo hard opgepompt, dat de slagader zowel tijdens de systole als de diastole dichtgedrukt is. Meestal wordt ongeveer 20 mm Hg boven de druk waarbij nog pulsaties van de bovenarmslagader of polsslagader gevoeld worden. Vervolgens laat men de manchet langzaam leeglopen, waardoor de druk steeds lager wordt. De wervelingen die ontstaan wanneer er, eerst tijdens de systole en later ook tijdens de diastole, weer bloed door de slagader loopt, worden de korotkoff-tonen genoemd. Bij bloeddrukmeting aan de arm worden ze beluisterd door de stethoscoop aan de binnenzijde van de elleboog boven de bovenarmslagader te plaatsen.
De volgende vijf tonen werden door Korotkoff beschreven:
1. Korotkoff I: De eerste, korte tonen die hoorbaar zijn wanneer de bloeddrukband leegloopt; alleen tijdens de systole stroomt er bloed.
2. Korotkoff II: Deze tonen, aanwezig gedurende het grootste deel van de tijd tussen systole en diastole, klinken meer als een geruis.
3. Korotkoff III: De tonen worden luider, net als Korotkoff I-tonen.
4. Korotkoff IV: De tonen klinken steeds doffer.
5. Korotkoff V: Stilte: doordat bloed gedurende zowel de systole als de diastole door de slagader stroomt, zijn er geen wervelingen en dus geen geluiden.

Korotkoff I komt overeen met de systolische bloeddruk, Korotkoff V met de diastolische. Bij kinderen, zwangere vrouwen en ouderen met atherosclerose komt het regelmatig voor dat Korotkoff V ontbreekt; men hoort dan zachte tonen tot het nulpunt. Men noteert dan het begin van fase IV en het nulpunt: 140/82/0. Verder kan zich tussen Korotkoff II en Korotkoff III een "silent gap" bevinden: er zijn dan geen tonen hoorbaar. De bloeddrukmanchet moet daarom harder worden opgepompt dan de druk waarbij voor het laatst pulsaties zijn gevoeld.